# وشومیژ (گمینا بیلانه)
وشومیژ (به لاتین: Wyszomierz) یک روستا در لهستان است که در گمینا بیلانه واقع شده‌است. وشومیژ ۱۰۰ نفر جمعیت دارد.